# 山本忠次郎
山本 忠次郎（やまもと ちゅうじろう、1889年（明治22年）7月27日 - 1967年（昭和42年）5月14日）は、日本の剣道家。流派は神道無念流。称号は剣道範士。1934年（昭和9年）の天覧試合優勝者。皇宮警察、警視庁、鉄道省、東京商船学校、法政大学などの剣道師範を歴任した。

## 経歴

### 生い立ち
東京府東京市深川佐賀町に生まれる。先祖は富岡門前町の町役人で、父・喜之助は永代橋近くで沢田屋という店を営み、メリヤスシャツの製造販売で成功していた。

### 剣道入門
小学生の頃、巡査の権柄づくな態度に憤り、法に触れずに巡査を叩きのめそうと思ったことが剣道を習うきっかけであったとされる。小学4年生のとき、深川長堀町にある深川武術講習所に入門し、橋本才二郎に剣道を学ぶ。橋本は少年時代に北辰一刀流玄武館で千葉周作から剣術を教わったことを自慢にしていたというが、世代が異なるため、実際には千葉周作の孫の千葉周之介（之胤）が1883年（明治16年）に再興した玄武館で学んだと考えられる。

### 有信館に移籍
小学校卒業後、日比谷の開成中学校に入学したが、3年生のとき、同校に不良生徒が生じて問題となり、文部省から認可が取り消される騒ぎが起こった。これを契機に忠次郎は16歳で中学校を中退し、剣道で身を立てるために本格的な修行を開始した。19歳のとき、橋本の勧めで本郷真砂町にある神道無念流有信館に移籍し、根岸信五郎、中山博道に師事する。1919年（大正8年）、大日本武徳会から精錬証を授与された。

### 天覧試合で優勝
1926年（大正15年）、各府県代表50名が出場した摂政宮殿下台覧試合で優勝した。さらに1934年（昭和9年）、皇太子殿下御誕生奉祝天覧武道大会に出場し、津崎兼敬（武道専門学校教授）、堀田徳次郎（愛知県警察部教師）、市川宇門（青森県警察部教師）、江口卯吉（陸軍戸山学校教官）、白土留彦（皇宮警察教師）を破って優勝した。

## エピソード
斎藤一
青年期（明治時代の末）に忠次郎が竹刀で空き缶を突く稽古をしていたところ、通りかかった老人に突き技の指南を受けた。老人は缶を揺らすことなく竹刀で貫通させたので驚いたという。この老人の正体は元新選組隊士の斎藤一であったといわれる。
喧嘩
忠次郎が生まれ育った深川は下町で江戸っ子の気風が強く、忠次郎は喧嘩をすることも多かった。2人や3人の警察官では手に負えず、大勢でようやく忠次郎を取り押さえたこともあった。また、地元のヤクザが忠次郎に匕首を突きかけたことがあるが、忠次郎はヤクザを叩きのめし、その後はヤクザの若い衆から往来で挨拶されるようになった。威勢の良い忠次郎は深川住民から「ヤマチュウ」の愛称で親しまれ、地元の店の多くが、ヤクザよけのために忠次郎の揮毫した看板を掛けた。「警察官立寄所」のプレートよりもはるかに効果があったという。